# Peridiscaceae
Famille
Classification APG III (2009)
La famille des Peridiscaceae regroupe des plantes dicotylédones ; elle comprend une dizaine d'espèces réparties en 2 à 4 genres.
Ce sont des arbres, à grandes feuilles parcheminées, alternes, entières, des régions tropicales d'Amérique du Sud.

## Étymologie
Le nom vient du genre-type Peridiscus de Peri, autour, et disco, disque, en référence à la forme des fruits.

## Classification
L'histoire taxinomique des péridiscacées est complexe, bien que résolue par analyses phylogénétiques moléculaires.
La classification phylogénétique APG (1998) n'assignait cette famille à aucun ordre.
La classification phylogénétique APG II (2003) assigne cette famille à l'ordre des Malpighiales.
L'Angiosperm Phylogeny Website et la classification phylogénétique APG III (2009) la situent dans l'ordre des Saxifragales.

## Liste des genres
La classification phylogénétique APG III (2009) inclut dans cette famille le genre Medusandra, précédemment placé dans la famille Medusandraceae.
Selon NCBI (28 avr. 2010) (Plus conforme à APGIII puisqu'il incorpore le genre Medusandra anciennement dans Medusandraceae) :
- genre Medusandra (anciennement dans Medusandraceae)
- genre Peridiscus (en)
- genre Soyauxia
- genre Whittonia

Selon Angiosperm Phylogeny Website (28 avr. 2010) et DELTA Angio (28 avr. 2010) :
- genre Peridiscus
- genre Whittonia

## Liste des genres et espèces
Selon NCBI (28 avr. 2010) :
- genre Medusandra
  - Medusandra richardsiana
- genre Peridiscus
  - Peridiscus lucidus
- genre Soyauxia
  - Soyauxia floribunda
  - Soyauxia talbotii
- genre Whittonia
  - Whittonia guianensis